# Бидерлак, Себастьян
Себастья́н Бидерла́к (нем. Sebastian Biederlack, 16 сентября 1981, Гамбург, ФРГ) — немецкий хоккеист (хоккей на траве), полузащитник. Олимпийский чемпион 2008 года, бронзовый призёр летних Олимпийских игр 2004 года, двукратный чемпион мира 2002 и 2006 годов, чемпион Европы 2003 года, бронзовый призёр чемпионата Европы 2005 года.

## Биография
Себастьян Бидерлак родился 16 сентября 1981 года в немецком городе Гамбург.
Начал играть в хоккей на траве в клубе «Риссенер». До 2009 года играл за «Ан-дер-Альстер» из Гамбурга. В его составе шесть раз выигрывал чемпионат Германии, после чего перешёл в испанский «Де Кампо» из Мадрида. В 2016 году вернулся в «Риссенер», играющий во второй бундеслиге.
10 июля 1999 года дебютировал в составе сборной Германии в Лейпциге в товарищеском матче против Южной Кореи.
Дважды выигрывал в составе сборной Германии золотые медали чемпионата мира — в 2002 году в Куала-Лумпуре, в 2006 году в Мёнхенгладбахе.
В 2003 году стал победителем чемпионата Европы в Барселоне, в 2005 году завоевал бронзовую медаль на чемпионате Европы в Лейпциге.
В 2004 году вошёл в состав сборной Германии по хоккею на траве на летних Олимпийских играх в Афинах и завоевал бронзовую медаль. Играл на позиции полузащитника, провёл 7 матчей, мячей не забивал.
В 2008 году вошёл в состав сборной Германии по хоккею на траве на летних Олимпийских играх в Пекине и завоевал золотую медаль. Играл на позиции полузащитника, провёл 7 матчей, мячей не забивал.
Удостоен высшей спортивной награды Германии — «Серебряного лаврового листа».
Трижды выигрывал медали Трофея чемпионов — серебро в 2002 и 2006 годах, золото в 2007 году.
В 2007 году выиграл чемпионат мира по индорхоккею в Вене.
После победы на Олимпиаде заявил о временном уходе из сборной Германии.
В 1999—2008 годах провёл за сборную Германии 240 матчей, в том числе 228 на открытых полях, 12 в помещении.